# Franziska Rogger

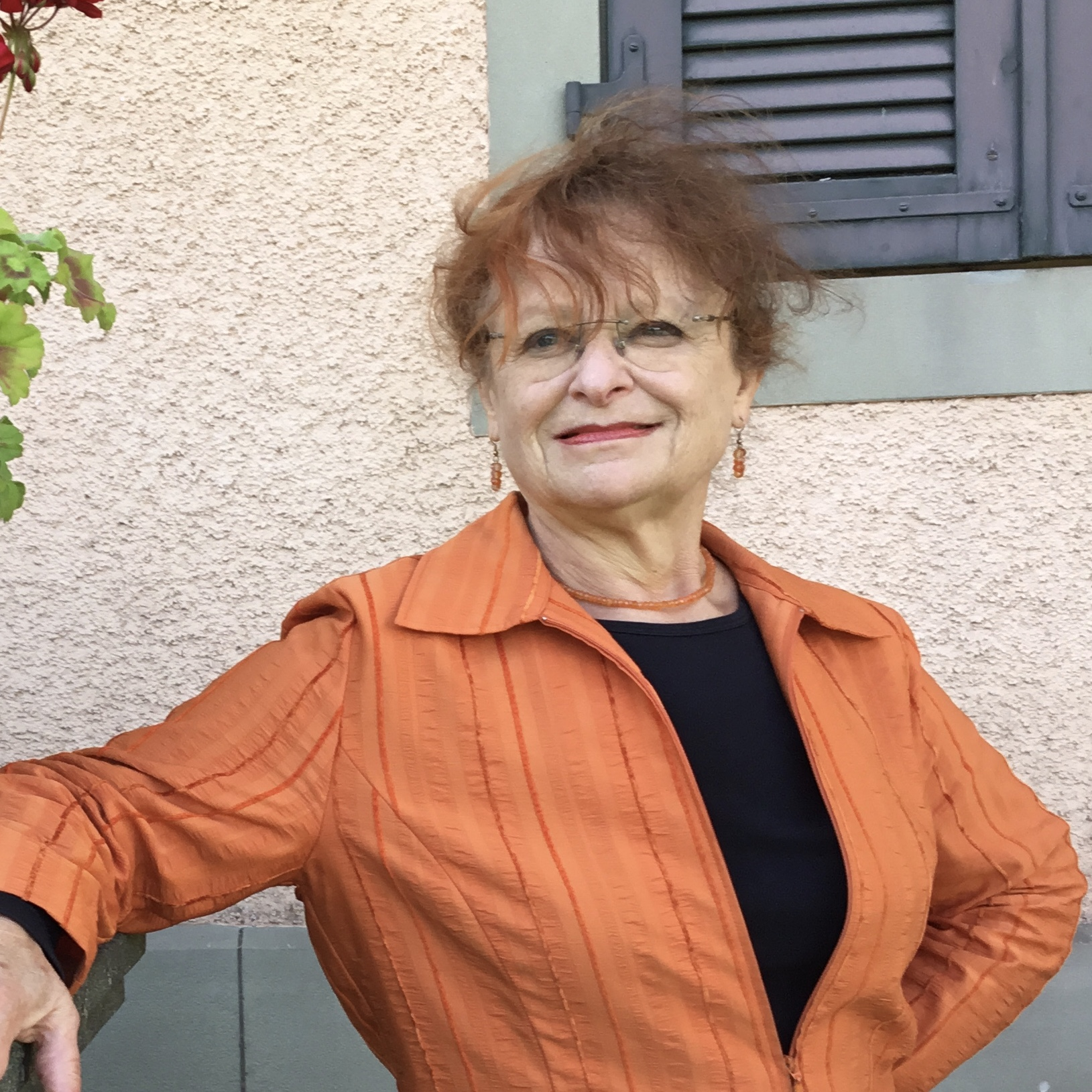
Franziska Rogger (2021)

Franziska Rogger Kappeler (* 18. Oktober 1949 in Luzern) ist eine Schweizer Historikerin, frühere Archivarin der Universität Bern (1989–2010) und Feministin.

## Leben
Franziska Rogger wuchs als Tochter des Luzerner Jugendanwalts Josef Rogger und der Kauffrau bzw. Hausfrau Martha Koch in Emmenbrücke auf. Während des Studiums an der Universität Bern und an der Freien Universität Berlin in neuerer allgemeiner Geschichte, Germanistik und Journalistik arbeitete sie als Journalistin für Luzerner Tages- und Regionalzeitungen. Sie beendete ihr Studium 1977 zunächst mit dem Lizenziat. 1985 legte sie ihre Dissertation unter dem Titel «Wir helfen uns selbst!» Die kollektive Selbsthilfe der Arbeiterverbrüderung 1848/49 und die individuelle Selbsthilfe Stephan Borns vor (Diss. phil. Bern, Erlangen 1986.)
Rogger verfasste zahlreiche Pressetexte und Beiträge in Sammelbänden. Sie gilt als Expertin für die Geschichte des Frauenstudiums in der Schweiz, die im Zentrum ihrer selbstständigen Publikationen steht.
Sie wirkte an einem Dokumentarfilm
über Gertrud Woker, Berns zweite Professorin, und bei einem Podcast über die erste Schweizer Tierärztin Elsa Mühlethaler mit.
Als Ausstellungskuratorin realisierte und betreute sie zwischen 1995 und 2023 schweizweit verschiedene Ausstellungen.
Sie ist mit Beat Kappeler verheiratet und Mutter zweier erwachsener Söhne.

## Publikationen (Auswahl)
- „Wir helfen uns selbst!“ Die kollektive Selbsthilfe der Arbeiterverbrüderung 1848/49 und der individuelle Selbsthilfe Stephan Borns – Borns Leben, Entwicklung und seine Rezeption der zeitgenössischen Lehren (= Erlanger Studien, Band 67). Palm und Enke, Erlangen 1986, ISBN 3-7896-0167-5 (Dissertation Universität Bern 1985, 760 Seiten in getrennter Zählung, 22 cm).
- Mit Pietro Scandola und Jürg Gerber: Lehrerinnen und Lehrer zwischen Schule, Stand und Staat : die Geschichte des Bernischen Lehrerinnen- und Lehrervereins (BLV). Bern: Bernischer Lehrerinnen- und Lehrerverein 1992
- Der Doktorhut im Besenschrank – das abenteuerliche Leben der ersten Studentinnen – am Beispiel der Universität Bern. eFeF, Bern 1999 und 2002. ISBN 3-905561-32-8.
- Kropfkampagne, Malzbonbons und Frauenrechte. Zum 50. Todestag der ersten Berner Schulärztin Dr. med. Ida Hoff, 1880–1952. In: Berner Zeitschrift für Geschichte und Heimatkunde,  64 (2002), H. 3, S. 101–119 (Digitalisat).
- Einsteins Schwester. Maja Einstein – ihr Leben und ihr Bruder Albert. Verlag Neue Zürcher Zeitung, Zürich 2005, ISBN 3-03823-138-X.
- Und ewig brabbelt der Samowar. In: Berner Zeitschrift für Geschichte, 71 (2009) Heft 4, S. 54–57 (Digitalisat in E-Periodica).
- mit Monika Bankowski: «Ganz Europa blickt auf uns!» Das schweizerische Frauenstudium und seine russischen Pionierinnen. Hier + jetzt, Baden; Zürich 2010.[4][5]
- mit Madeleine Herren-Oesch: Inszeniertes Leben. Die entzauberte Biographie des Selbstdarstellers Dr. Tomarkin. Böhlau, Wien; NZZ, Zürich 2012, ISBN 978-3-03-823789-1.
- «Gebt den Schweizerinnen ihre Geschichte!» Marthe Gosteli, ihr Archiv und der übersehene Kampf ums Frauenstimmrecht. Verlag NZZ Libro, Zürich 2015.[6][7]
- Kinder, Krieg und Karriere. Selbstbildnisse aus der Mitte des 20. Jahrhunderts. Stämpfli Verlag, Bern 2016, ISBN 978-3-7272-1430-1.
- «Marthe Gosteli». Wie sie den Schweizerinnen ihre Geschichte rettete. Stämpfli Verlag, Bern 2017, ISBN 978-3-7272-7903-4.
- Fritz Ryff, Der liberale Patron und seine strickenden Arbeiterinnen. Unter Mitarbeit von Beat Kappeler. In: Schweizer Pioniere der Wirtschaft und Technik, Band 113. Verein für Wirtschaftshistorische Studien, Zürich 2019, ISBN 978-3-909059-76-8.
- «Wir werden auf das Stimmrecht hinarbeiten!» Die Ursprünge der Schweizer Frauenbewegung und ihre Pionierin Julie Ryff (1831–1908). Verlag NZZ Libro, Zürich 2021, ISBN 978-3-907291-22-1.
- Zwischen bernjurassischer Kargheit und europäischer Weltexpansion. Die Familiengeschichte der Frauenrechtspionierin Julie Ryff-Kroner. In: Berner Zeitschrift für Geschichte, 83 (2021) Nr. 4, S. 3–92 (Digitalisat in E-Periodica).
- 100 Jahre Vereinigung bernischer Akademikerinnen (VPA). Das Ringen studierter Frauen um vollständige Anerkennung. In: Berner Zeitschrift für Geschichte, 85 (2023), Heft 4, S. 3–58.
- Anna Tumarkin (1875–1951). Das schicksalhafte Leben der ersten Professorin. Stämpfli Verlag, Bern 2025, ISBN 978-3-7272-6187-9.

## Ausstellungen
- 1995: Damen, Kosakenpferdchen, Wybervolch – Die ersten Frauen an der Universität Bern
- 2002: 20 Jahre Gosteli-Stiftung – Archiv zur Geschichte der Schweizerischen Frauenbewegung
- 2003: 100 Jahre Hauptgebäude der Universität Bern
- 2009: 175 Jahre Universität Bern
- 2023: Kraftakt Frauenstimm- und Wahlrecht Landesmuseum Zürich[8][9]

## Auszeichnungen
- 2013: Deutscher Biographiepreis, zusammen mit Madeleine Herren-Oesch, für Inszeniertes Leben. Die entzauberte Biografie des Selbstdarstellers Dr. Tomarkin.[10]